# Nyabwango
Nyabwango är ett vattendrag i Burundi.   Det ligger i provinsen Bururi, i den sydvästra delen av landet, 80 km söder om huvudstaden Bujumbura.
I omgivningarna runt Nyabwango växer huvudsakligen savannskog. Runt Nyabwango är det ganska tätbefolkat, med 120 invånare per kvadratkilometer.